# Alphonsine
Jeanne Benoist, meglio nota come Alphonsine (Parigi, 1829 – Asnières, 1883), è stata un'attrice teatrale francese.
Attrice comica, frequentò con successo vari teatri di Parigi come lo Châtelet.